# Brzdová kapalina

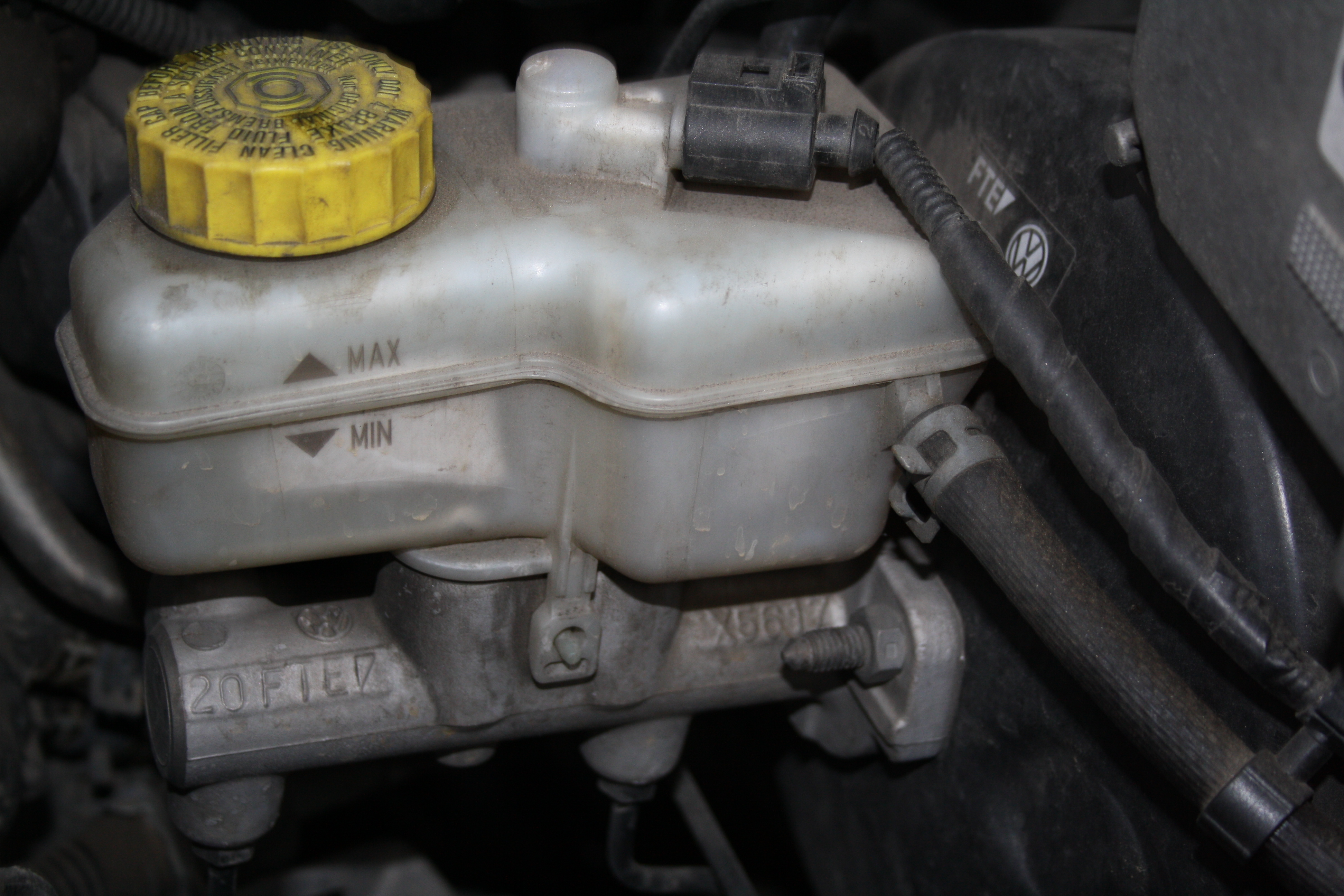
Zásobní nádržka na brzdovou kapalinu

Brzdová kapalina je druh hydraulické kapaliny používaný v hydraulických brzdových a spojkových systémech vozidel, například automobilů (osobních a lehkých užitkových), motocyklů a jízdních kol.
Účelem brzdové kapaliny je přenášet sílu prostřednictvím tlaku. Kapaliny nejsou významněji stlačitelné – v přirozeném stavu není mezi molekulami volný prostor, proto se působící vnější síla přenáší přímo na stlačování chemických vazeb.
Protože oleje poškozují těsnění a hadice brzdového systému, nebývají obvykle brzdové kapaliny vyráběny z ropy. Většina dnešních kapalin je založena na glykoletherech, existují však i kapaliny na bázi minerálních olejů (Citroën liquide hydraulique minéral LHM) a silikonových olejů (DOT 5). Brzdové kapaliny musejí splňovat určité požadavky, které bývají definovány různými standardy, například SAE, nebo předpisy státních úřadů. Například většina kapalin prodávaných v Severní Americe je klasifikována Ministerstvem dopravy USA (DOT) do tříd jako „DOT 3“ nebo „DOT 4“. Tyto klasifikace jsou ve značné míře obdobné těm, které používá SAE, mají však místní odlišnosti – například Aljaška a Azory mají jiné hodnoty normální teploty a vlhkosti. Některé země přijaly specifikace SAE nebo jednoduše odkazují na „nejlepší praxi“, což v podstatě znamená použití SAE. Mezinárodně (organizací ISO) jsou neropné brzdové kapaliny standardizovány normou ISO 4625.
| Kapalina | 0% H2O | 3,7% H2O |
| -------- | ------ | -------- |
| DOT3     | 205 °C | 140 °C   |
| DOT4     | 230 °C | 155 °C   |
| DOT5     | 260 °C | 180 °C   |

Pravidelná výměna brzdové kapaliny je klíčová pro bezpečnost vozidla. V průběhu času totiž kapalina absorbuje vlhkost, což snižuje její bod varu a zvyšuje riziko vzniku parních bublin při intenzivním brzdění.[zdroj?] Tento jev může způsobit selhání brzd. Výrobci obvykle doporučují výměnu každé 2–3 roky, v závislosti na typu kapaliny a provozních podmínkách vozidla.[zdroj?]
| Typ brzdové kapaliny | Hlavní složení                  | Bod varu (suchý) | Bod varu (3,7 % vlhkosti) | Použití                                                        | Speciální vlastnosti                            |
| -------------------- | ------------------------------- | ---------------- | ------------------------- | -------------------------------------------------------------- | ----------------------------------------------- |
| DOT 3                | Glykolový éter                  | 205 °C           | 140 °C                    | Starší vozidla                                                 | Nižší odolnost proti vlhkosti                   |
| DOT 4                | Glykolový éter (vylepšená)      | 230 °C           | 155 °C                    | Moderní vozidla a náročné podmínky                             | Vyšší bod varu, odolnější proti vlhkosti        |
| DOT 5                | Silikon                         | 260 °C           | N/A                       | Specifická vozidla, kde je vyžadována nehygroskopická kapalina | Neabsorbuje vlhkost, nelze míchat s jinými typy |
| DOT 5.1              | Glykolový éter (vysoce výkonný) | 260 °C           | 180 °C                    | Vysoce výkonná a moderní vozidla                               | Kompatibilní s DOT 3 a DOT 4, nejvyšší výkon    |